# Nyíregyháza Spartacus FC
El Nyíregyháza Spartacus Football Club es un club de fútbol húngaro de la ciudad de Nyíregyháza. Fue fundado en 1959 tras la fusión de los equipos Spartacus y Építők, y juega en la Nemzeti Bajnokság I.

## Palmarés

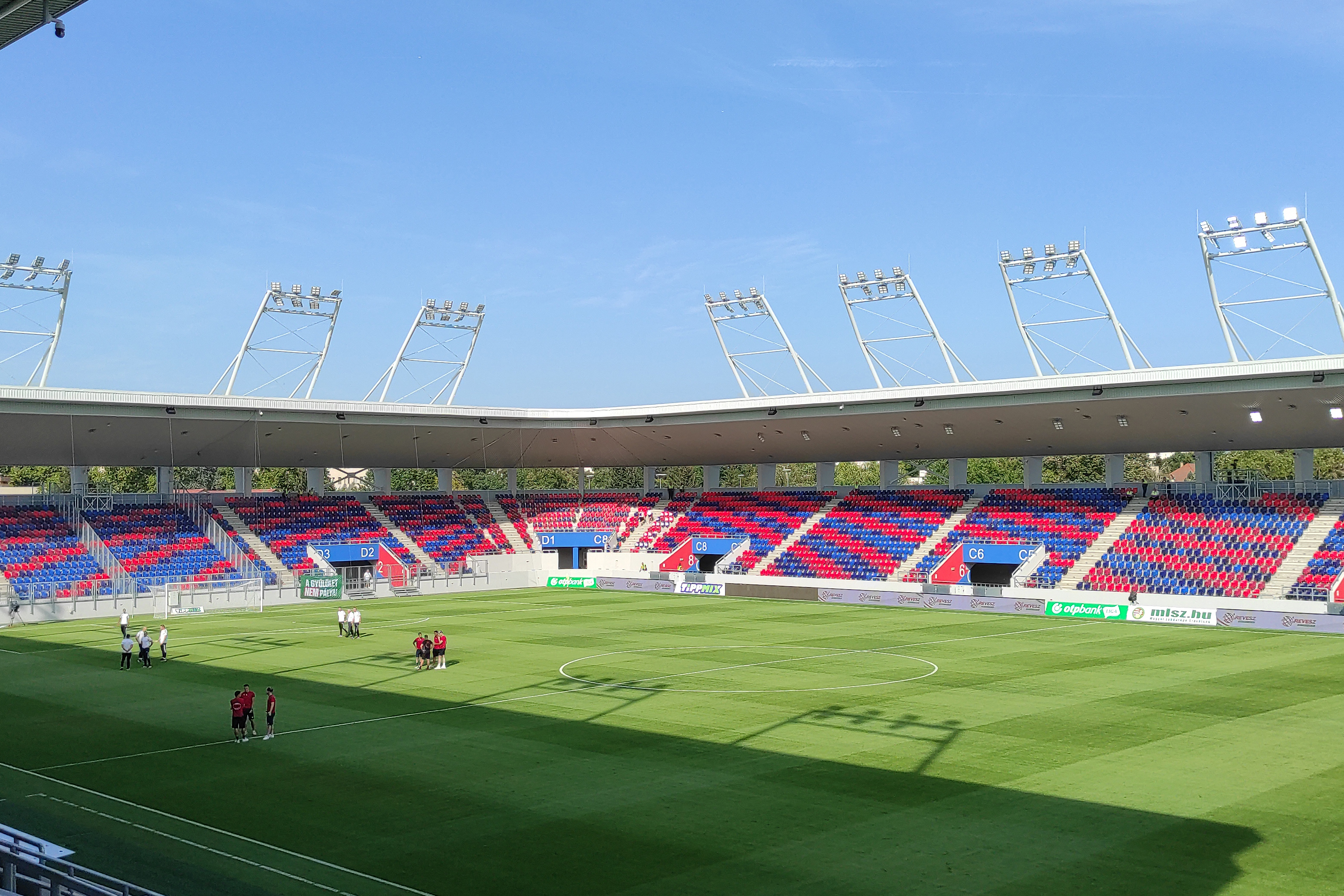
Városi Stadion de Nyíregyháza.

- NB2: 2

2013-14, 2023-24
- NB II Este: 1

2006-07